# Саравакская короткокрылая камышовка
Саравакская короткокрылая камышовка (лат. Urosphena whiteheadi) — вид воробьинообразных птиц из семейства ширококрылых камышевок. Назван в честь английского натуралиста Джона Уайтхеда (1860—1899). Эндемик острова Борнео (Калимантана), на этом острове эти птицы обитают на территории Индонезии и Малайзии. Сообщается, что на высотах, превышающих отметку 2000 м, они обычны.
Популяция Urosphena whiteheadi стабильна — о снижении её численности или угрозах для вида нет никаких данных.
МСОП присвоил виду охранный статус LC.